# Irinarassit
Das Mineral Irinarassit ist ein sehr seltenes Silikat aus der Obergruppe der Granate mit der Endgliedzusammensetzung Ca3Sn2Al2SiO12. Es kristallisiert im kubischen Kristallsystem mit der Struktur von Granat und findet sich in schmalen Zonen oder kleinen Flecken in Kimzeyit-Kerimasit-reichen Granaten oder als wenige µm große Kristalle in Umwandlungsprodukten von Zirkon.
Irinarassit ist bislang (2017) nur in seiner Typlokalität nachgewiesen worden, einem Kalksilikat-Xenolithen aus einem Ignimbrit von Berg Lakargi, Chegem Caldera in der nordkaukasischen Republik Kabardino-Balkarien in Russland.

## Etymologie und Geschichte
Künstlich erzeugte Zinn-reiche Granate mit bis zu 26 Gew-% SnO2 treten zusammen mit Cassiterit in Schlacken aus der Zinnverhüttung auf.
Natürliche zinnhaltige Granate sind sehr selten. In wenigen Zinn-führenden Skarnen wurden Andradite mit bis zu 5,8 Gew-% SnO2 gefunden und in den sanidinitfaziellen Kalk-Silikat-Fremdgesteinseinschlüssen des Ignimbrites der Chegem Caldera konnten die Sn-Granate Bitikleit, Dzhuluit und Toturit nachgewiesen werden. In diesen Xenolith entdeckte die Arbeitsgruppe um Galuskina einen Sn-Al-Silikatgranat. Sie benannten das neue Mineral nach Irina Teodorovna Rass, einer Mitarbeiterin am Institut für Geologie der Erzlagerstätten, Petrographie, Mineralogie und Geochemie (IGEM) der Russischen Akademie der Wissenschaften in Moskau. Sie ist eine bekannte Spezialistin für die Petrologie und Geochemie von alkalireichen, ultrabasischen Karbonatitkomplexen, Lamproiten und Kimberliten.

## Klassifikation
Die aktuelle Klassifikation der International Mineralogical Association (IMA) zählt den Irinarassit zur Granat-Obergruppe, wo er zusammen mit Kimzeyit, Hutcheonit, Schorlomit, Kerimasit und Toturit die Schorlomit-Gruppe mit 10 positiven Ladungen auf der tetraedrisch koordinierten Gitterposition bildet.
Die veraltete, aber noch gebräuchliche 8. Auflage der Mineralsystematik nach Strunz führt den Irinarassit noch nicht auf. Er würde zusammen mit Almandin Andradit, Calderit, Goldmanit, Grossular, Henritermierit, Hibschit, Holtstamit, Hydrougrandit, Katoit, Knorringit, Majorit, Morimotoit, Pyrop, Schorlomit, Spessartin, Uwarowit, Wadalit und Yamatoit (diskreditiert, da identisch mit Momoiit) zur „Granatgruppe“ mit der System-Nr. VIII/A.08 in der Abteilung der „Inselsilikate (Nesosilikate)“ gezählt werden.
Auch die seit 2001 gültige 9. Auflage der Strunz’schen Mineralsystematik kennt den Irinarassit noch nicht. Hier würde er ebenfalls die „Granatgruppe“ mit der System-Nr. 9.AD.25 innerhalb der Abteilung der „Inselsilikate (Nesosilikate)“ eingeordnet werden. Diese ist allerdings weiter unterteilt nach der möglichen Anwesenheit weiterer Anionen und der Koordination der beteiligten Kationen, so dass das Mineral entsprechend seiner Zusammensetzung in der Unterabteilung „Inselsilikate ohne zusätzliche Anionen; Kationen in oktaedrischer [6]er- und gewöhnlich größerer Koordination“ zu finden wäre. Auch die nach 2001 beschriebenen Granate Hutcheonit, Kerimasit, Toturit, Menzerit-(Y) und Eringait wären in die Granatgruppe einsortiert worden.
Die vorwiegend im englischen Sprachraum gebräuchliche Systematik der Minerale nach Dana würde den Irinarassit in die Abteilung der „Inselsilikatminerale“ einordnen. Hier wäre er zusammen mit Kimzeyit, Schorlomit und Morimotoit in der „Granatgruppe (Schorlomit-Kimzeyit-Reihe)“ mit der System-Nr. 51.04.03c innerhalb der Unterabteilung „Inselsilikate: SiO4-Gruppen nur mit Kationen in [6] und >[6]-Koordination“ zu finden.

## Chemismus
Irinarassit ist das Sn-Al-Analog von Schorlomit und bildet komplexe Mischkristalle vor allem mit Kimzeyit, Kerimasit und Schorlomit. Die empirische Zusammensetzung aus der Typlokalität ist
- [X](Ca2,965Fe2+0,035)[Y](Sn4+1,016Zr4+0,410Ti4+0,262Sb5+0,237Fe2+0,035U6+0,017Sc3+0,014Hf4+0,006Nb5+0,004)[Z](Al1,386Fe3+0,804Si0,446Ti4+0,262)[3],

wobei mit [X], [Y] und [Z] die Positionen in der Granatstruktur angegeben sind.
Die Zusammensetzungen der Mischkristalle können mit verschiedenen Kombinationen von Endgliedern ausgedrückt werden. So besteht eine weitgehende Mischbarkeit von Irinarassit und Kimzeyit und Hutcheonit entsprechend den Austauschreaktionen
- [Y]Sn4+ = [Y]Zr4+ (Kimzeyit)
- [Y]Sn4+ = [Y]Ti4+ (Hutcheonit)

sowie den Fe3+ Mineralen der Schorlomit-Gruppe Schorlomit, Kerimasit und Toturit entsprechend der Austauschreaktion
- [Z]Al3+ = [Z]Fe3+

Darüber hinaus enthält Irinarassit auf rund 10 % der oktaedrisch koordinierten Y-Position Sb5+, entsprechend einer Mischkristallbildung mit Ferrit-Granaten der Bitikleit-Gruppe mit der Austauschreaktion
- [Y]Sn4+ + [Z]Si4+ = [Y]Sb5+ + [Z](Al,Fe)3+ (Bitikleit/Dzhuluit).

Die Ti-Gehalte auf der Z-Position können als Beimischung eines bislang nur synthetisch bekannten Ti-Analogs von Irinarassit, [X]Ca3[Y]Sn4+2[Z](Al2Ti4+)O12 entsprechend der Austauschreaktion
- [Z]Si4+ = [Z]Ti4+

beschrieben werden.

## Kristallstruktur
Irinarassit kristallisiert mit kubischer Symmetrie in der Raumgruppe Ia3d (Raumgruppen-Nr. 230) mit 8 Formeleinheiten pro Elementarzelle. Der natürliche Mischkristall aus der Typlokalität hat dem Gitterparameter a = 12,50 Å.
Die Struktur ist die von Granat. Calcium (Ca2+) besetzt die dodekaedrisch von 8 Sauerstoffionen umgebenen X-Positionen, Zinn (Sn4+) die oktaedrisch von 6 Sauerstoffionen umgebene Y-Position und die tetraedrisch von 4 Sauerstoffionen umgebenen Z-Position ist mit Aluminium (Al3+) und Silicium (Si4+) besetzt.

## Bildung und Fundorte
Irinarassit bildet sich bei niedrigem Druck und hohen Temperaturen um 800–1000 °C in kontaktmetamorphen, Sn-führenden Skarnen als Umwandlungsprodukt von Zirkon, aufgewachsen auf Kerimasit.
Die Typlokalität von Irinarassit ist ein karbonatreicher Xenolith im Ignimbrit von Berg Lakargi, Chegem Caldera in der nordkaukasischen Republik Kabardino-Balkarien in Russland. Hier tritt Irinarassit in der Larnit-Cuspidin-Zone des Xenolith Nummer 7 am Kontakt zum Ignimbrit auf. Begleitminerale sind neben Kerimasit-Kimzeyit-Mischkristallen, Lakargiit und Tazheranit auch Larnit, Baddeleyit, Baghdadit und Perowskit.